# Ferdinand von Sammern-Frankenegg

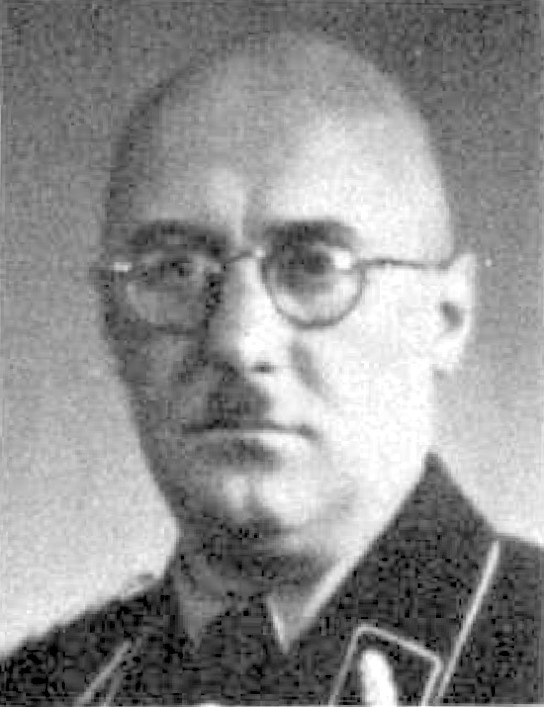
Ferdinand von Sammern-Frankenegg

Ferdinand August Friedrich von Sammern-Frankenegg  (* 17. März 1897 in Grieskirchen; † 20. September 1944 bei Banja Luka) war ein österreichischer Jurist, Generalmajor der Polizei sowie SS-Brigadeführer und als SS- und Polizeiführer (SSPF) im Distrikt Warschau sowie als Polizeigebietsführer in Essegg (Kroatien) eingesetzt. Er zeichnete mitverantwortlich für die Errichtung des Vernichtungslagers Treblinka und die Deportation bzw. den Mord an rund 300.000 Juden aus dem Warschauer Ghetto.

## Leben
Ferdinand von Sammern-Frankenegg wurde am 17. März 1897 als Sohn von Ferdinand Sammern von Frankenegg, k.k. Gerichtsadjunkt in Grieskirchen, und dessen Ehefrau Eleonora (geborene Budell) in Grieskirchen geboren und am 21. März 1897 auf den Namen Ferdinand August Friedrich getauft. Der Sohn eines Amtsgerichtsvorstehers diente nach dem Abschluss einer geordneten Schullaufbahn in Wels und Linz von Juli 1915 bis September 1920 bei der Infanterie der k.u.k. Armee. Von Februar 1916 bis Anfang November war er im Ersten Weltkrieg im Fronteinsatz, zunächst als Angehöriger des k.k. Landesschützen-Regiment „Trient“ Nr. I (Februar 1916 bis Oktober 1916 und Januar 1917 bis April 1917), dann vorübergehend im Feldlazarett aufgrund einer Granatverschüttung (Oktober 1916 bis Januar 1917) und schließlich im Feldjäger-Bataillon Nr. 9 (April 1917 bis Anfang November 1918). Am 4. November 1918 geriet er in italienische Kriegsgefangenschaft, aus der er im September 1920 entlassen wurde. Seine Entlassung aus dem Wehrdienst erfolgte ebenfalls 1920, sein letzter Dienstgrad war Oberleutnant. Er war anschließend Mitglied im Bund Oberland (1920–1926), im Deutsch-Völkischen Turnverein (1922–1932) und im Steirischen Heimatschutz (1922–1932).
Nach der Entlassung aus der Kriegsgefangenschaft beendete Sammern-Frankenegg sein Jurastudium und promovierte 1922 zum Dr. jur. nach sechs Studiensemestern in Innsbruck. Während dieser Zeit wurde er Mitglied der Universitätssängerschaft Skalden. Danach war er zunächst für ein Jahr beim Land- und Kammergericht in Wels angestellt und anschließend für sechs Jahre bei einem Anwalt. Ab 1929 fungierte er als niedergelassener Anwalt in Peuerbach (Oberösterreich). Ferdinand von Sammern-Frankenegg war mit Berta, geborene Humer, verheiratet und hatte mindestens ein uneheliches Kind.

## Aufstieg in der NSDAP

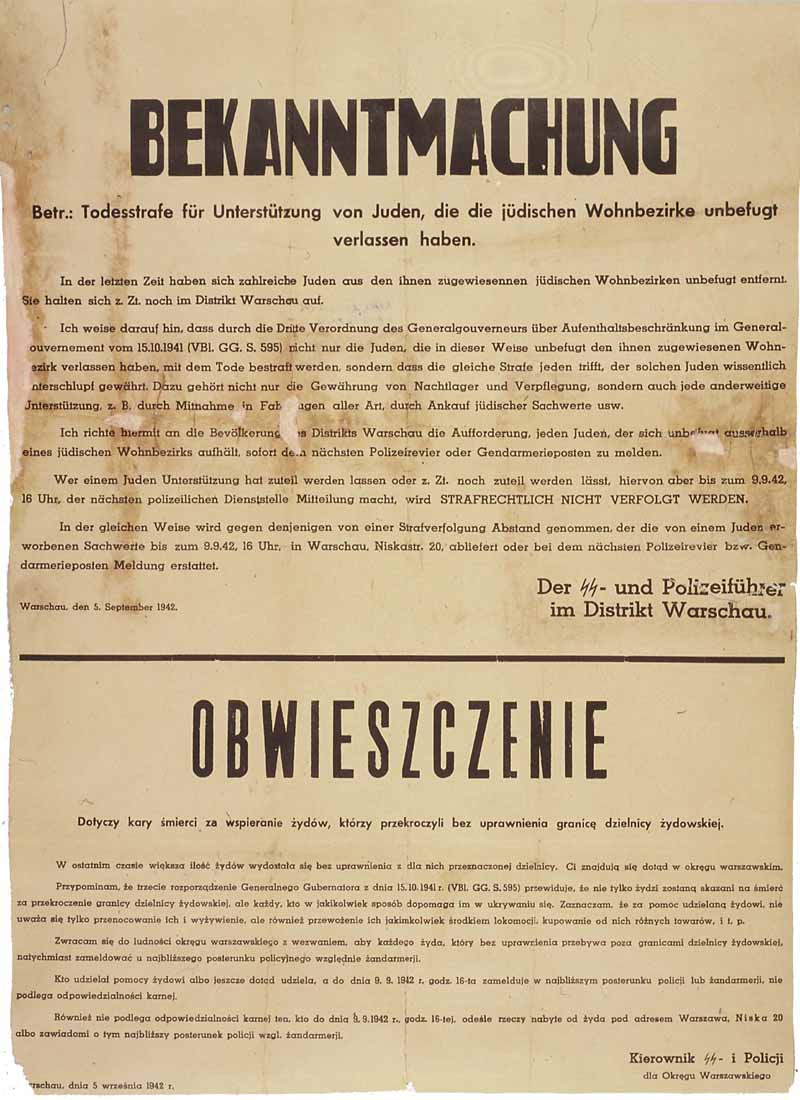
Bekanntmachung des SS- und Polizeiführers im Distrikt Warschau im September 1942 betr. Todesstrafe für Unterstützung von Juden, die die jüdischen Wohnbezirke unbefugt verlassen haben

Bereits im Dezember 1932 trat Sammern-Frankenegg der SS (SS-Nummer 292.792) und am 1. März 1933 der österreichischen NSDAP (Mitgliedsnummer 1.456.955) bei. Zudem war er Mitglied im Lebensborn e. V. Bis zum „Anschluss Österreichs“ an das Deutsche Reich im März 1938 war er nebenamtlich Ortsgruppenleiter (Februar 1933 bis März 1938), politischer Leiter sowie Bezirksleiter (November 1935 bis März 1938) sowie Gauredner. Er leitete zudem die 37. SS-Standarte (April 1935 bis Januar 1939). Wegen staatsfeindlicher, nationalsozialistischer Betätigung erhielt Sammern-Frankenegg in Österreich eine Geldstrafe und zwei Freiheitsstrafen, so war er für drei Monate im Anhaltelager Kaisersteinbruch interniert. Nach dem „Anschluss“ Österreichs wurde er hauptamtlicher SS-Führer und ließ daher seine Anwaltspraxis ruhen. Von April 1938 bis zu seinem Tod im September 1944 war Sammern-Frankenegg Mitglied des Reichstags für die „Alpen- und Donau-Reichsgaue“. Zudem leitete er ab März 1939 den SS-Oberabschnitt IX in Würzburg und fungierte zudem als Beisitzer des Gaugerichts in Sachsen.

## SS- und Polizeiführer im Distrikt Warschau
Ab Juli 1942 wurde Sammern-Frankenegg SS- und Polizeiführer im Distrikt Warschau. In dieser Funktion war er für die Deportation der jüdischen Bevölkerung aus dem Warschauer Ghetto zuständig, das bereits ab dem 22. Juli 1942 im Rahmen der „Endlösung der Judenfrage“ schrittweise aufgelöst wurde. 300.000 Ghettobewohner wurden in Vernichtungslager geschickt, die meisten von ihnen nach Treblinka. Seine Aufgaben bestanden des Weiteren in der Konfiszierung und Verwertung jüdischen Vermögens. „Altgold jüdischer Herkunft“, Möbelstücke, Devisen, Wertgegenstände aller Art, Maschinen für SS-Betriebe der jüdischen Opfer wurden im Ghetto gesichtet, erfasst und der deutschen Wirtschaft zugeführt. Ein Schreiben seinerseits vom 13. März 1943 an die Kreishauptämter im Bereich Warschau offenbart seine Intention:

„Unter Bezugnahme auf meine am 11. d. M. gemachten Ausführungen ordne ich an, dass sofort mit größter Energie alle noch in den einzelnen Städten bzw. auf dem Land befindlichen Juden, besonders die ohne Armbinde sich frei bewegenden, die also durch die bisherigen Aussiedlungsaktionen nicht erfasst werden konnten, festzustellen und der Gendarmerie zur Liquidierung zuzuführen sind. Für diese Aufgabe sind in erster Linie Sonderdienste, polnische Polizei und etwa vorhandene V-Männer einzuspannen. Auch die polnische Bevölkerung selbst kann in weitestem Maße für diese Feststellungen herangezogen werden. Bei der Festnahme solcher Juden sind deren Vermögenswerte dem zuständigen Gendarmerie-Zugführer zuzuführen und diese Werte, ohne Unterschied, ob Mobilien, Bargeld oder sonstige Wertgegenstände, meiner Werteerfassung, die ich im Auftrage des Reichsführers SS als Reichskommissar für die Festigung deutschen Volkstums für den gesamten Distrikt Warschau durchzuführen habe, zu übergeben. [...] Der SS- und Polizeiführer im Distrikt Warschau, von Sammern, SS-Oberführer.“

Sammern-Frankenegg, der bereits bei einer weiteren geplanten „Umsiedlung“ von 16.000 Juden am 18. Januar 1943 erstmals offenen Widerstand der jüdischen Kampforganisation registrierte, wurde bei dem Versuch, das Ghetto im April 1943 vollständig „aufzulösen“, durch den Aufstand im Warschauer Ghetto überrascht. Der ihm unmittelbar zuvor erstatteten Meldung über bevorstehenden Widerstand schenkte Sammern-Frankenegg keinen Glauben. Trotz Geheimhaltung soll die Räumung des Warschauer Ghettos der jüdischen Kampforganisation bereits am 17. April, einen Tag vor der geplanten Aktion, bekannt gewesen sein. Pflichtgemäß teilte er dem Höheren SS- und Polizeiführer (HSSPF Ost) Friedrich-Wilhelm Krüger dies mit. Daraufhin wurde Jürgen Stroop noch am 17. April 1943 von Krüger nach Warschau beordert, um diese „Aktion“ durchzuführen. Stroop teilte dies Sammern-Frankenegg mit, der jedoch zu diesem Zeitpunkt noch nicht darüber informiert war, diesen Einsatz an Stroop abzutreten. Da Stroop zum Zeitpunkt der Übergabe des Befehls freigestellt war, und Sammern-Frankenegg die Einsatzkräfte und Örtlichkeiten bekannt waren, ließ Stroop Sammern-Frankenegg zunächst den Einsatz wie vorgesehen beginnen.
Bereits nach dem ersten Tag des Aufstandes,  am 19. April 1943, ersetzte Jürgen Stroop als SS- und Polizeiführer im Distrikt Warschau Sammern-Frankenegg. Diesem wurden das völlige Scheitern des Unternehmens und insbesondere die Verluste auf deutscher Seite, mindestens 40 Soldaten, angelastet. Schon am ersten Tag des Aufstandes soll ihm Stroop wörtlich gesagt haben:

„Mein lieber Sammern, ich merke, Sie sind Ihrer Aufgabe nicht gewachsen und zu wenig energisch.“

## Polizei-Gebietsführer in Essegg
Bereits am 23. April 1943 wurde Sammern-Frankenegg durch Heinrich Himmler zum Polizei-Gebietsführer in Essegg (Kroatien) ernannt. In dieser Funktion waren ihm ständig mindestens 10.000 Polizisten unterstellt. Im September 1943 konnte er sich erfolgreich durch die Umgehung des Dienstweges gegen eine mögliche Ablösung von diesem Posten wehren und erhielt im Juli 1944 den Rang eines SS-Brigadeführers. Auf Befehl von Konstantin Kammerhofer fuhr Sammern-Frankenegg am 20. September 1944 zusammen mit General Helmuth von Pannwitz zum Standort des Kosakenregiments Kuban 6 bei Banja Luka, wo diese Einheit durch jugoslawische Partisanen angegriffen wurde. Bei dem Gefecht starb Sammern-Frankenegg an den Folgen einer Verwundung, die er sich durch den Beschuss einer Panzerabwehrkanone zugezogen hatte. Ferdinand von Sammern-Frankenegg wurde am 27. September 1944 auf dem „Heldenfriedhof“ in Essegg beigesetzt.
In Peuerbach findet sich bis heute der Name Sammern-Frankeneggs auf dem Kriegerdenkmal.

## Auszeichnungen
| Sammern-Frankeneggs SS-Ränge | Sammern-Frankeneggs SS-Ränge |
| Datum                        | Rang                         |
| ---------------------------- | ---------------------------- |
| März 1933                    | SS-Sturmführer               |
| April 1935                   | SS-Untersturmführer          |
| November 1936                | SS-Obersturmführer           |
| April 1937                   | SS-Hauptsturmführer          |
| November 1937                | SS-Sturmbannführer           |
| März 1938                    | SS-Standartenführer          |
| Januar 1941                  | SS-Oberführer                |
| Juli 1944                    | SS-Brigadeführer             |

- k.u.k.-Armee
  - Signum Laudis mit Schwertern
  - Karl-Truppenkreuz
  - Verwundetenmedaille

- Drittes Reich
  - Totenkopfring der SS
  - Ehrendegen des Reichsführers SS
  - Julleuchter
  - Ehrendolch
  - Goldenes Reichssportabzeichen
  - Eisernes Kreuz (1939) I. Klasse (postum)

- Unabhängiger Staat Kroatien
  - Orden der Krone König Zvonimirs I. Klasse mit Stern und Eichenlaub
  - Große Silberne Tapferkeitsmedaille
  - Vergoldetes Verwundetenabzeichen